# 正義論
正義論（せいぎろん）
1. アメリカの哲学者ジョン・ロールズの著作、『正義論』（原題：A Theory of Justice）。
2. 1に端を発する同名の規範政治理論の研究分野の一つ。社会正義（英語：social justice）。
3. 法哲学 における最古の問題領域の一つ。以下に記述。

正義論（せいぎろん）は、法哲学における最古の問題領域の一つである。
論じられる項目は次のとおり。
1. どのような行為が既存のルールに照らして「正しい」のか。
2. どのようなルールが「（ありうべき）正しさの規準」に照らして「正しい」のか。
3. そもそも 「正しさの規準」 というものは存在するのかどうか、もし存在するのであれば一体どのようなものなのかという規準。

一般に、法価値論を含む広義の倫理学は、規範的部門と分析的部門とを区別する。正義論をめぐっても同様に規範的法価値論とメタ法価値論（分析的法価値論）という二つの分野を区別することが可能である。おもに前述の 1. と 2. のレベルが規範的法価値論の対象となり、3. のレベルがメタ法価値論の対象となる。